# 三橋四郎次 (2代)

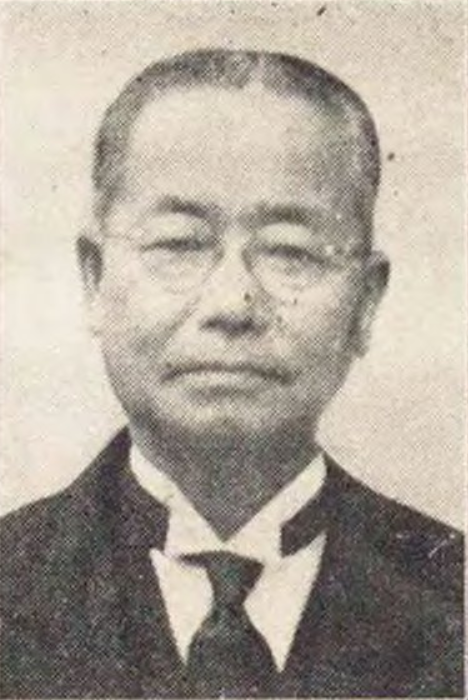
2代 三橋四郎次

2代 三橋 四郎次（みつはし しろうじ、1879年（明治12年）8月11日 - 1955年（昭和30年）3月22日）は、日本の篤農家、実業家、政治家。衆議院議員、貴族院多額納税者議員。初名・卓、号・光波子。

## 経歴
静岡県城東郡丹野村（のち小笠郡川野村、現菊川市）で、地主・初代三橋四郎次の二男として生まれる。1898年（明治31年）静岡県尋常中学校卒業。1901年（明治34年）東京専門学校（のちの早稲田大学）英語政治科を卒業。日露戦争に見習士官として出征し、陸軍歩兵中尉に昇進した。1906年（明治39年）家督を相続し四郎助（2代）を襲名した。
政界では静岡県会議員、同参事会員を務めた。1924年（大正13年）5月、第15回衆議院議員総選挙に静岡県第7区から出馬して当選し、立憲民政党に所属して衆議院議員を1期務めた。また、1940年（昭和15年）静岡県多額納税者として補欠選挙で貴族院議員に互選され、同年9月11日、貴族院多額納税者議員に就任し、同成会に所属して1947年（昭和22年）5月2日の貴族院廃止まで在任した。
茶業界の発展改良に尽力し、小笠郡茶業組合委員、静岡県茶業連合会議所理事、同特別議員、茶業中央会議所議員、同専務理事、日本茶業会会頭、日本茶輸出組合理事長、静岡県製茶業組合長などを務めた。その他、実業界では、遠州銀行監査役、日本紅茶社長、東亜製茶社長、日本紅茶販売社長などを務めた。

## 著作
- 『光波子句集』三橋四郎次、1941年。